# Catharina Lodders
Catharina Lodders, née Catharina Johanna Lodders en 1942 à Haarlem aux Pays-Bas, est un mannequin néerlandais. Le 8 novembre 1962, elle est élue Miss Monde, concours de beauté organisé à l'époque au Lyceum Theatre de Londres.